# Фишберн, Лэнгстон
Лэнгстон Фишберн (англ. Langston Fishburne; род. 29 февраля 1988) - американский актёр.

## Карьера
Лэнгстон - сын актера Лоуренса Фишберна и его первой жены Хайны О. Мосс, директора по кастингу. Фишберн изучал балет в Нью-Йорке и закончил Бостонский университет. Лэнгстон сам начал играть и одной из первых крупных ролей стала повторяющаяся роль Малкома в веб-сериале «Ванесса и Ян» на WIGS. Он появился в фильме 2018 года «Человек-муравей и Оса» и сыграл версию Билла Фостера в молодости, старшую версию которого сыграл его отец.

## Фильмография

### Фильмы
| Год  | Название                    | Роль                      | Примечания             |
| ---- | --------------------------- | ------------------------- | ---------------------- |
| 2011 | Немного веры                | Генри в 20                | Телефильм              |
| 2015 | Крошечный океан             | Сембене                   | Короткометражный фильм |
| 2015 | The Neverlands              | Халил                     | Короткометражный фильм |
| 2016 | Роджер                      | Роджер Бельмондо          | Короткометражный фильм |
| 2017 | Ромео и Джульетта в Гарлеме | Тибальт                   |                        |
| 2017 | Академия экзорцистов        | Винни                     | Короткометражный фильм |
| 2017 | The Dunning Man             | Джеррод                   |                        |
| 2018 | Bounce                      | Ли Брукс                  | Короткометражный фильм |
| 2018 | Тантал                      | -                         | Телефильм              |
| 2018 | Человек-муравей и Оса       | Билл Фостер (в молодости) |                        |
| 2018 | Убийца за стеклом           | Шон                       |                        |
| 2018 | Медведь                     | Норман                    | Короткометражный фильм |
| 2019 | Лилит                       | Профессор Харди           |                        |
| 2020 | 86 Мелроуз Авеню            | Дуэйн                     |                        |
| 2020 | Академия экзорцистов        | Винни                     | Короткометражный фильм |
| 2021 | Дедлок                      | Армен                     | Короткометражный фильм |
| 2022 | Зодиак                      | Флинн                     | Телефильм              |
| 2022 | Discontinued                | Гид                       |                        |

| Year | Title                          | Role              | Notes                          |
| ---- | ------------------------------ | ----------------- | ------------------------------ |
| 2012 | Ванесса и Ян                   | Малком            | Повторяющаяся роль             |
| 2016 | Семейное время                 | Мистер Хобсон     | Эпизод: "Daddie Donnie"        |
| 2018 | Морская полиция: Новый Орлеан  | Охранник          | Эпизод: "High Stakes"          |
| 2018 | Когти                          | Федеральный агент | Эпизод: "Crossroads"           |
| 2020 | Сделано в Род-Айленде          | Энтони Рокко      | Эпизод: "Pilot"                |
| 2021 | Грабь награбленное: Искупление | Сотрудник         | Эпизод: "The Harry Wilson Job" |